# گری کرافت
گری کرافت (انگلیسی: Gary Croft؛ زادهٔ ۱۷ فوریهٔ ۱۹۷۴) بازیکن فوتبال اهل بریتانیا است.
از باشگاه‌هایی که در آن بازی کرده‌است می‌توان به باشگاه فوتبال بلکبرن روورز، باشگاه فوتبال لینکولن سیتی، باشگاه فوتبال ایپسویچ تاون، باشگاه فوتبال گریمزبی تاون، باشگاه فوتبال ویگان اتلتیک، و باشگاه فوتبال کاردیف سیتی اشاره کرد.
وی همچنین در تیم ملی فوتبال زیر ۲۱ سال انگلستان بازی کرده‌است.